# Hammermühle (Bad Düben)

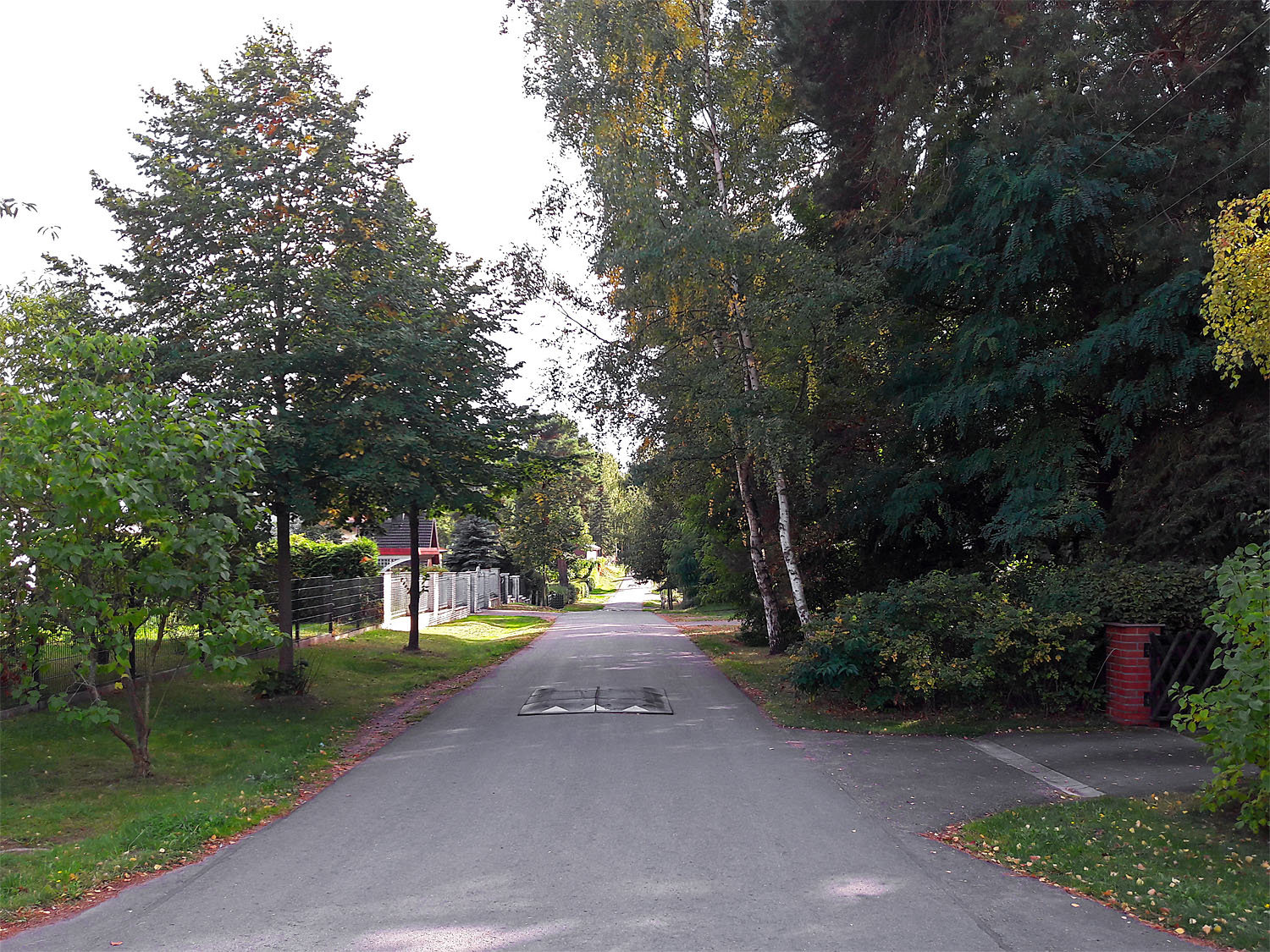
Hammermühle Bad Düben

Die Hammermühle ist ein Gemeindeteil der Stadt Bad Düben, Landkreis Nordsachsen in Sachsen.

## Lage
Die Hammermühle liegt nördlich der Stadt Bad Düben und ist eine ca. 2 km lange und bis zu 1 km breite aus Eigenheimen bestehende Wohnsiedlung. Westlich fließt der Hammerbach am Ort vorbei. Die Hammermühle wird jedoch nicht als selbstständiger Orts- bzw. Stadtteil geführt.

## Ortsbild
Die Region Dübener Heide ist durch Wald geprägt, so auch der Ort und die von Bäumen umgebenen Grundstücke. Zu DDR-Zeiten gab es ein Schullandheim mit Teehaus, damals Touristenstation genannt, eine Art kleines Ferienlager. Das Grundstück steht seit Jahren leer.

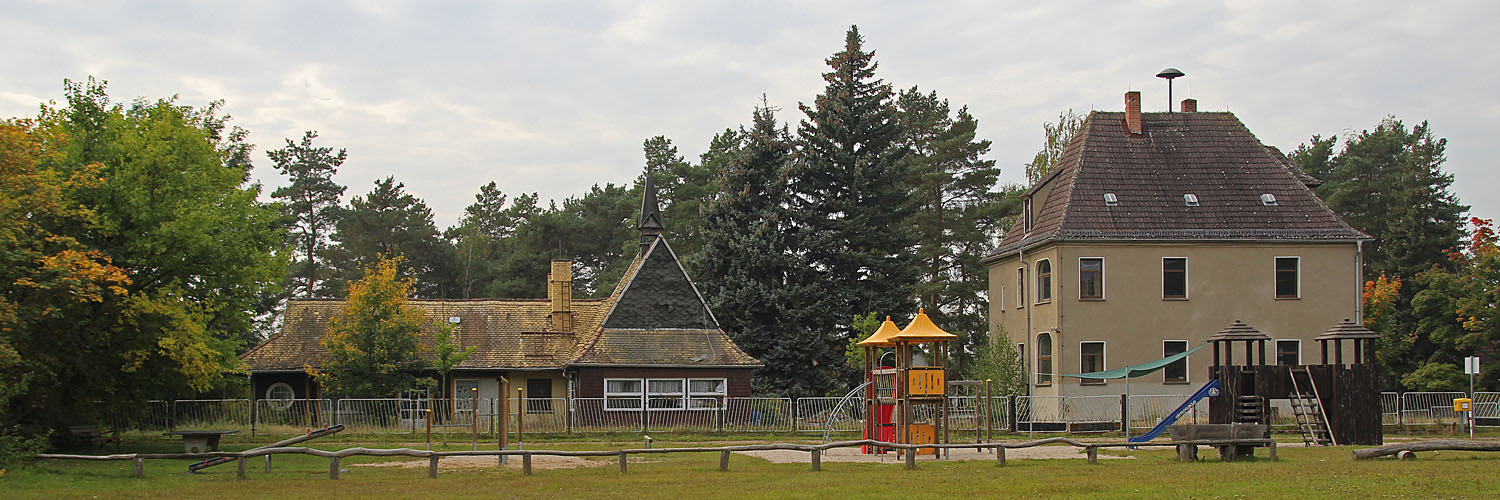
Spielplatz Hammermühle und dahinter die ehemalige „Touristenstation“

### Waldkrankenhaus
Bekanntheit hat der Ort durch das ehemalige Waldkrankenhaus, welches 1942/43 errichtet wurde und in der DDR ein angesehenes Fachkrankenhaus für Lungenkrankheiten und Orthopädie war. Seit dem Neubau des Waldkrankenhauses am Kurpark in Bad Düben im Jahr 1995 steht das Areal des ehemaligen Waldkrankenhauses leer und wird derzeit nach und nach abgerissen.

### Freibad

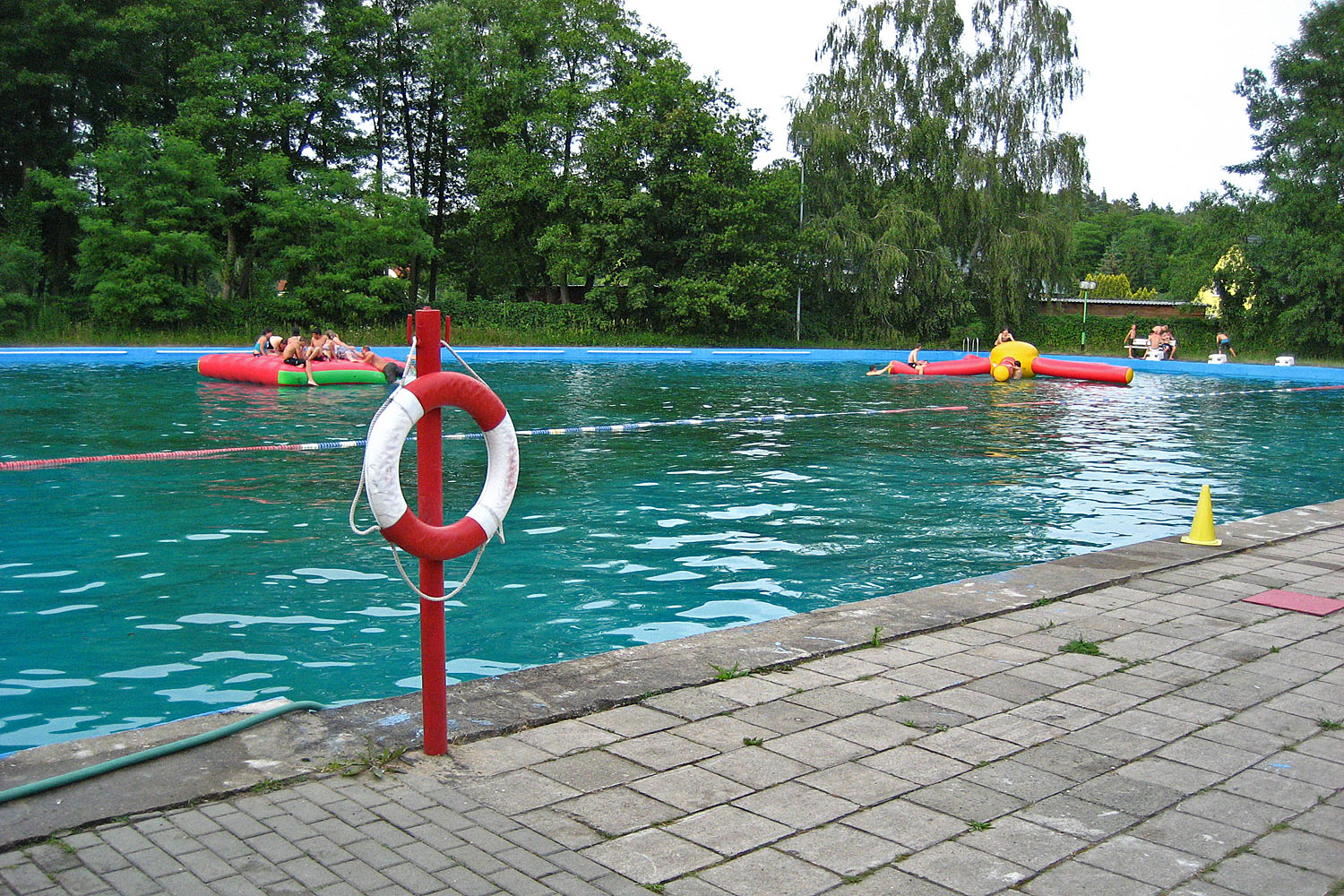
Freibad Bad Düben (2010)

Seit 1966 gibt es ein ca. 19.000 m² großes Freibad, welches von 2000 bis 2017 als „Heidebad Hammermühle“ geführt wurde. Im Jahr 2018 wurde das Freibad für 2,9 Mio. Euro zum NaturSportBad umgebaut. Aus dem Bundesprogramm Sanierung kommunaler Einrichtungen in den Bereichen Sport, Jugend und Kultur erhielt die Stadt für das Projekt 2,25 Mio. Euro Fördermittel. Die Wasserfläche wurde um die Hälfte auf 1.500 m² reduziert, Gebäude abgerissen und neu errichtet und die bisherige chemische Wasseraufbereitung auf eine mittels schilfbestandener Bodenfilter natürliche, vollbiologische Wasseraufbereitung umgestellt. Neben dem Planschbecken für Kleinkindern, einem Nichtschwimmerbereich und 25-Meter-Bahnen und 50-Meter-Bahnen wurde eine 16 m lange Breitwellenrutsche installiert. Am 24. Mai 2019 wurde das Freibad neu eröffnet.

### Adventgemeinde

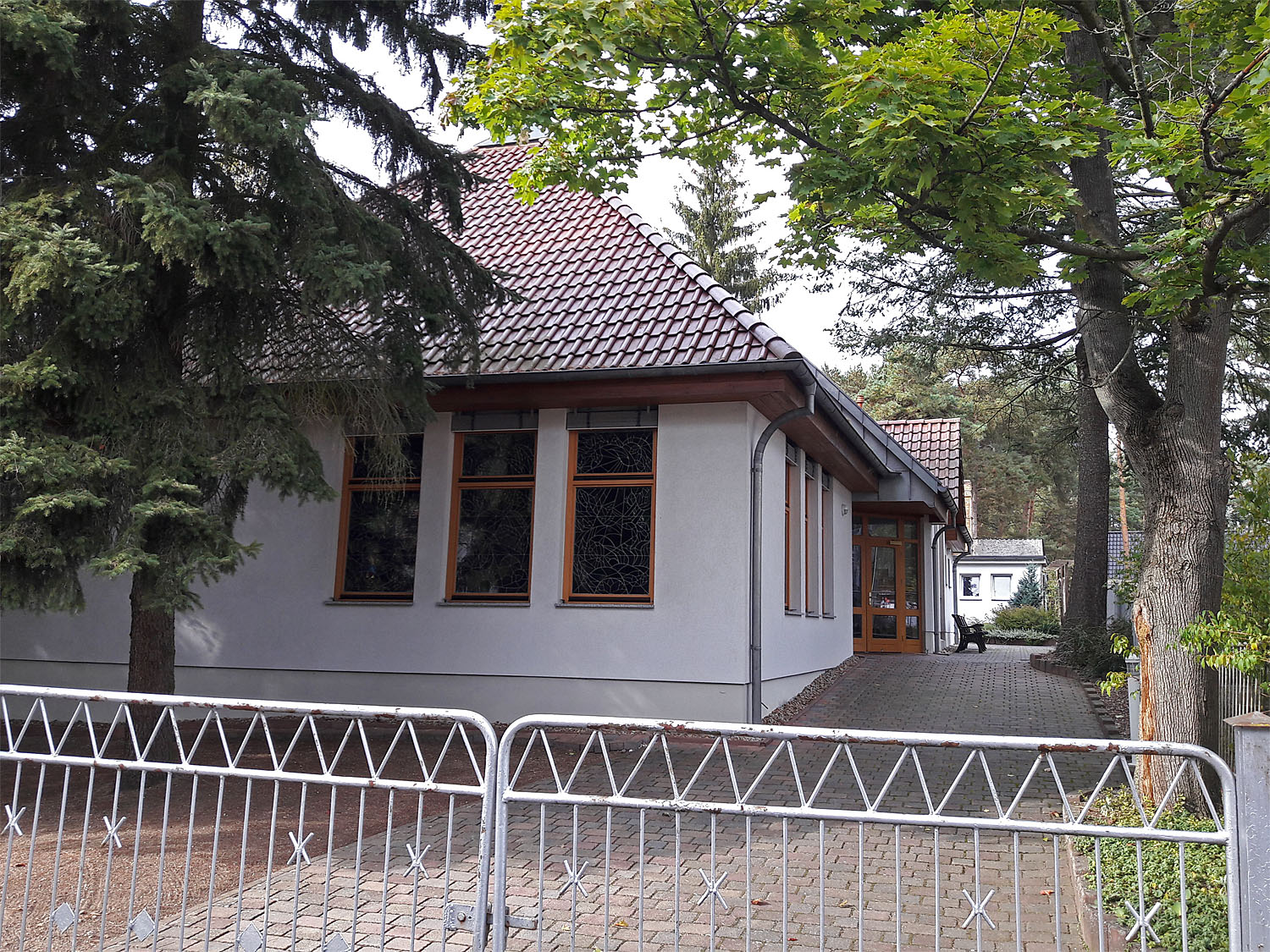
Adventgemeinde Bad Düben

Die Adventgemeinde Bad Düben ist eine Freikirche der Siebenten-Tags-Adventisten, welche ihren Sitz in der Hammermühle haben.

## Kultur

### Hammermühler Karneval Verein
Seit der Karnevalssession 1974/1975 gibt es den Hammermühler Karneval Verein, welcher sich die Pflege der karnevalistischen Aktivitäten und des närrischen Brauchtums auf die Fahne geschrieben hat. Der Verein ist Mitglied im „Bund Deutscher Karneval e.V.“ sowie im „Verband Sächsischer Carneval e.V.“ und hat etwa 100 Mitglieder, die mit Showtanzgarden, Männerballett, Actionteams, Fastnachtsweiber und Büttenredner die Beiträge zu ihren Programmen gestalten. Heute ist er ein fester Bestandteil im Kulturleben der Kurstadt.